# Nights into Dreams
Nights into Dreams (gestileerd als NiGHTS into Dreams) is een computerspel uit 1996 voor de Sega Saturn. Het spel werd ontwikkeld door Sonic Team en uitgegeven door Sega. In 2008 kwam het spel ook uit voor andere spelsystemen zoals de PlayStation 2, PlayStation 3, en Xbox 360.

## Spel
In NiGHTS bestuurt de speler een van de twee karakters om Ideya's te verzamelen die in de droomwereld Nightopia verspreid liggen. Dit zijn kristallen die een gedeelte van een droom voorstellen. Als aanvulling op het gebruikelijke lopen en rennen zijn er ook vliegscènes. Door middel van de analoge joystick zijn er meerdere bewegingen mogelijk in het spel.
Een ander bijzonder kenmerk in dit spel zijn de inwoners van de droomwereld, de Nightopians. De speler kan tot op zekere hoogte contact leggen, en dit zal het spel beïnvloeden.

## Uitgave

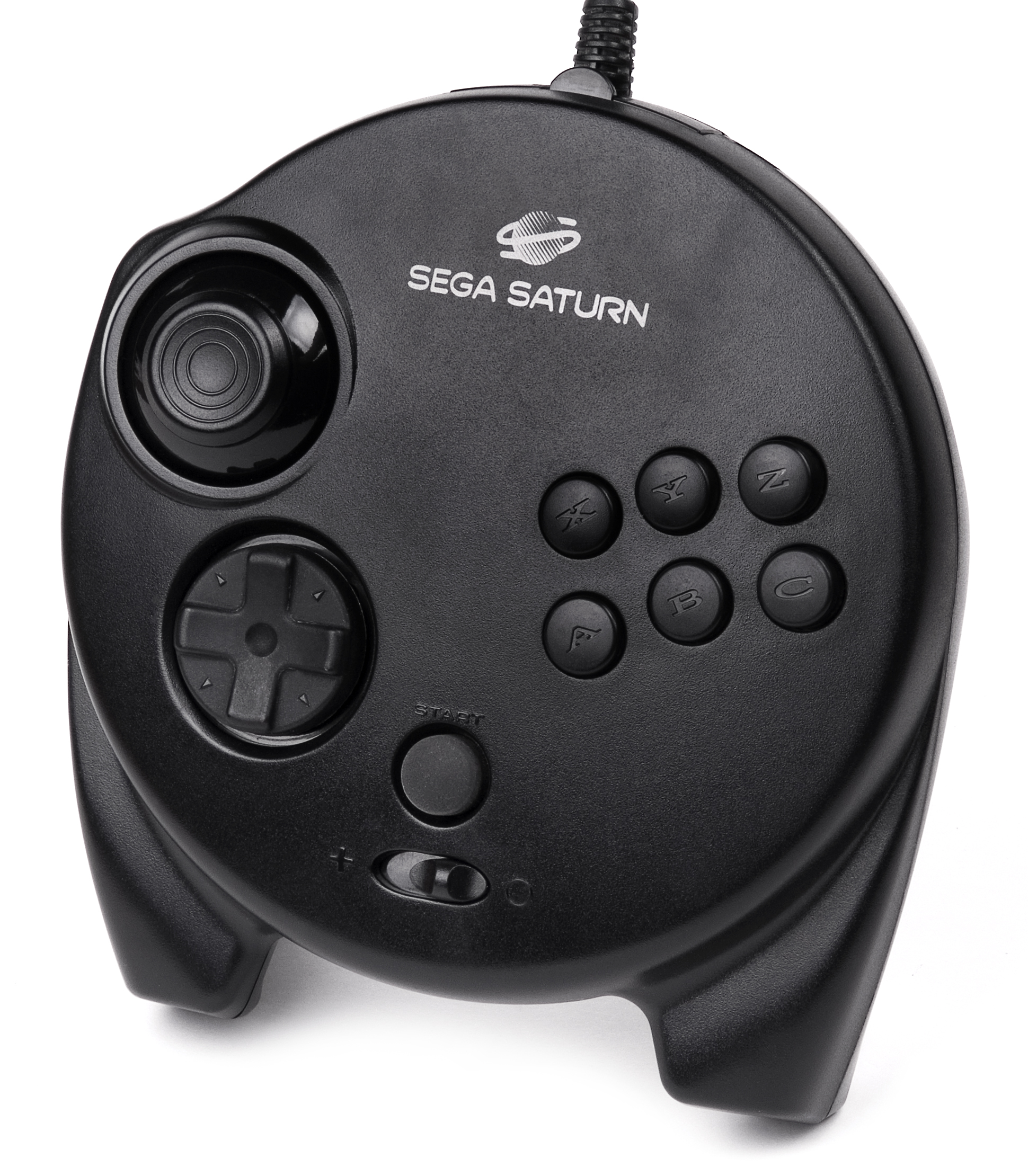
De optionele Saturn 3D-controller voor Nights into dreams.

Nights into Dreams werd geïntroduceerd samen met een optionele gamepad, de Saturn 3D-controller, die ook werd toegevoegd bij sommige versies van het spel. Deze gamepad bevat een analoge joystick die specifiek voor NiGHTS werd ontworpen om zo de bewegingen eenvoudiger te maken.
Het spel werd in de Verenigde Staten op de markt gebracht met een budget van 10 miljoen dollar.

## Opvolger
In december 2007 verscheen de opvolger NiGHTS: Journey of Dreams exclusief voor de Wii.

## Ontvangst
| Beoordeeld door  | Platform  | Datum            | Score |
| ---------------- | --------- | ---------------- | ----- |
| Spazio Games     | DOS       | 18 mei 1996      | 90%   |
| Joystick (Frans) | Windows   | september 1996   | 77%   |
| PC Zone          | DOS       | 13 augustus 2001 | 62%   |
| Just Games Retro | Windows   | 14 april 2012    | 60%   |
| HonestGamers     | Macintosh | 9 oktober 2009   | 60%   |
| Joystick (Frans) | Macintosh | mei 1997         | 50%   |
| GameSpot         | Windows   | 25 juli 1996     | 46%   |
| GameSpot         | DOS       | 25 juli 1996     | 46%   |
| PC Games         | DOS       | oktober 1996     | 42%   |
| Shooterplanet    | DOS       | 15 juni 2006     | 40%   |